# 马丁·瑟伦森
马丁·瑟伦森（丹麥語：Martin Sørensen，20世纪—），丹麦男子赛艇运动员。他曾代表丹麦参加加拿大蒙特利尔举行的1992年世界赛艇锦标赛，获得男子轻量级八人单桨有舵手金牌。